# 5121 Нумадзава
5121 Нумадзава (5121 Numazawa) — астероїд головного поясу, відкритий 15 січня 1989 року.
Тіссеранів параметр щодо Юпітера — 3,614.
Названо на честь Нумадзава (яп. ぬまざわ(沼澤) нумадзава)